# Robledillo de Mohernando (kommunhuvudort)
Robledillo de Mohernando är en kommunhuvudort i Spanien.   Den ligger i provinsen Provincia de Guadalajara och regionen Kastilien-La Mancha, i den centrala delen av landet, 60 km nordost om huvudstaden Madrid. Robledillo de Mohernando ligger 874 meter över havet och antalet invånare är 122.
Terrängen runt Robledillo de Mohernando är huvudsakligen platt, men norrut är den kuperad. Runt Robledillo de Mohernando är det ganska glesbefolkat, med 26 invånare per kvadratkilometer. Närmaste större samhälle är Humanes, 7,2 km öster om Robledillo de Mohernando. Trakten runt Robledillo de Mohernando består till största delen av jordbruksmark.